# Lucia de Brouckère
Pour les articles homonymes, voir de Brouckère.
Lucia, Florence, Charlotte de Brouckère, née le 13 juillet 1904 à Saint-Gilles (Belgique) et décédée à Ixelles (Belgique), le 3 novembre 1982 (à 78 ans) est une chimiste, professeure à l’ULB et militante laïque belge.

## Biographie

### Jeunesse et études
Lucia de Brouckère est la fille de Gertrude Guïnsbourg et de Louis de Brouckère, célèbre politicien socialiste du XIXe siècle et principal porte-parole de la gauche du POB. Elle voue à son père une admiration sans borne qui l’a influencé fortement par son militantisme. En conséquence de quoi, elle poursuit ces engagements toute sa vie durant. 
Née en Belgique, elle y passe une partie de son enfance et y commence son parcours scolaire.
Durant la Première Guerre mondiale, elle poursuit ses études primaires et secondaires en Angleterre. Elle en garde un seul souvenir, celui d’y avoir souffert du froid. 
Ce n’est qu’en 1918, qu’elle revient en Belgique. En 1923, Lucia s’inscrit à l’Université libre de Bruxelles où elle choisit d’étudier la science et plus en particulier la chimie. D’après Brigitte Van Tiggelen, elle fait ce choix car elle était inspirée par Daisy Verhoogen, chef de travaux, qu’elle considère comme un modèle. À cette époque, être chef de travaux est la fonction académique la plus haute que puisse occuper une femme. 
En 1927, Lucia obtient son doctorat en chimie ; sa thèse portant le titre « L’absorption des électrolytes par les surfaces cristallines » est primée du prix Stas de l’Académie royale de Belgique.

### Carrière professionnelle
Fin 1927, elle devient assistante du professeur Jean Timmermans dans le service de chimie physique. Elle fait de même dans le laboratoire de chimie analytique du professeur Alexandre Pinkus. 
En 1933, elle obtient son diplôme d’agrégation en chimie. 
Elle est chargée de cours à Gand de 1930 à 1932 et devient la première femme à enseigner dans une Faculté des Sciences en Belgique. De 1937 à 1940, elle enseigne le cours « d’Éléments de chimie générale »à l'Université libre de Bruxelles.
En 1941, à la suite de la décision prise par l’Université libre de Bruxelles de suspendre l’enseignement dû à l’éclatement de la Seconde Guerre mondiale, Lucia de Brouckère regagne Londres. Elle y participe à la recherche appliquée à l’effort de guerre. 
En 1944, elle prend la direction de la Section des Industries chimiques au Ministère des Affaires économiques du gouvernement belge en exil à Londres. Cette expérience liée à cette fonction importante lui permet d’espérer une promotion à son retour en Belgique.
En mars 1945, quand l’Université libre de Bruxelles ouvre à nouveau ses portes, Lucia de Brouckère devient alors professeur ordinaire. Elle est progressivement titulaire des grands cours de chimie générale, chimie analytique et chimie physique. Elle s’attelle à réorganiser le département de chimie de l’université pour en faire une section de chimie moderne avec un environnement propice à l’enseignement et à la recherche et donner une formation plus orientée vers les travaux pratiques. Elle invite également de jeunes professeurs formés à l’étranger afin de développer un esprit nouveau. À l’époque, selon elle, l’enseignement catholique était totalitaire et cherchait donc à modeler les étudiants en fonction d’une idéologie établie.[réf. nécessaire]
Le grand prestige qui s’attache à sa personnalité pousse de nombreux étudiants à faire leurs recherches sous sa direction.[réf. nécessaire]
Lucia de Brouckère va collaborer avec Ilya Prigogine. Ils vont se consacrer à la thermodynamique et à la phase liquide dont Lucia assume la partie expérimentale[pas clair]. 
En 1951, elle prend la tête du laboratoire de minéralogie et d’analyse. Ses recherches lui valent le prix Wetrems en 1953.
Parallèlement à ses fonctions académiques, elle participe à la gestion de la faculté en tant que vice-présidente (1959-1960) puis présidente (1960-1962).
À partir de 1965, elle intègre le Conseil d’Administration chargé de la gestion et de la coordination des Instituts Internationaux de Physique et de Chimie Solvay.
Afin de susciter la naissance de vocations auprès des jeunes, elle participe à la création des Jeunesses scientifiques et du centre universitaire du film scientifique. Elle accepte la présidence du comité central de l’Extension de l’Université libre de Bruxelles[Quoi ?].
Elle est admise à l’honorariat en octobre 1974.

### En dehors de la sphère universitaire
En dehors de l’Université libre de Bruxelles, depuis 1945, de Brouckère siège au conseil d’administration de l’Institut de la Recherche Scientifique dans l’Industrie et l’Agriculture. 
En 1952, elle commence à siéger au sein de la quatrième commission de chimie-physique du Fonds national de la Recherche Scientifique. 
À partir de 1955, elle est membre de la Fondation universitaire .
Elle préside la Société belge de Chimie dès 1958 et obtient la fonction de vice-présidente du comité consultatif du Centre nucléaire de Mol.

### Intervention dans le domaine public
Lucia de Brouckère s'est montrée tout le long de sa vie comme une défendeuse des libertés, de la pensée démocratique et des droits des femmes. Elle est très engagée dans la défense du libre examen et de la démocratie.[réf. nécessaire]
- En 1934, elle est élue comme première femme présidente du Comité mondial des femmes contre la guerre et le fascisme [8].
- Elle a fait partie de la « fondation pour l’assistance morale aux détenues ».
- En 1936, elle se bat pour la défense de l’Espagne républicaine.
- Elle a été membre du Centre d'action laïque dont la préoccupation première est de dépénaliser l’avortement peu après la Seconde Guerre mondiale. C’est ainsi qu’en 1962, elle fera partie des fondateurs du planning familial « La Famille heureuse ».
- Peu après les manifestations des étudiants de mai 1968, elle dirige l’Assemblée constituante chargée d’élaborer les réformes mettant en place les nouveaux statuts de l’Université.

Elle décède à Ixelles le 3 novembre 1982, à l’âge de 78 ans.

### Citation
« Ce qui m’a frappée au cours de mes recherches, c’est l’extraordinaire cohérence interne des théories dont l’expérience a démontré de façon inéluctable qu'elles étaient inexactes. Ceci doit nous inciter à la prudence et à la modestie. Les sciences dites exactes et naturelles ne nous révèlent aucune Vérité absolue, définitive, clichée, immuable, aucune Vérité existant en dehors du temps et de l’espace, qu’il suffirait de cueillir comme la fameuse pomme ! Les sciences nous proposent des vérités partielles qu’il faut constamment, non seulement corriger, mais revoir dans leurs fondements mêmes. Elles exigent l’application constante du principe du libre examen qui est à la base de notre morale laïque ». 
[réf. nécessaire]

### Œuvres
- Chimie générale, Presses universitaires de Bruxelles, 1963.
- Évolution de la pensée scientifique : évolution des notions d’atomes et d’élément, Fédération des amis de la morale laïque, 1982.
- Le principe du libre examen et son prolongement : la laïcité, U.A.E, 1979.

### Hommages
- En 1974, le fonds Lucia de Brouckère est créé pour aider les jeunes chercheurs en chimie afin de financer leurs voyages d’études[9].
- La « Maison de la Laïcité » de Bruxelles porte désormais son nom.
- En 1993, une série de ses écrits ont été repris dans l’ouvrage : « Science et libre examen. Un hommage à Lucia de Brouckère ».
- En mai 1984, la Faculté des Sciences de l’Université libre de Bruxelles a inauguré au forum du campus de la Plaine, le « square Lucia de Brouckère ».
- Elle est choisie pour parrainer la Haute école Lucia de Brouckère qui vit le jour le 1er septembre 1996. Cet établissement est composé de la fusion de 5 enseignements : L’institut Haulot, l’institut Meurice, l’institut supérieur économique, l’institut supérieur pédagogique et économique ainsi que le site Ferry[10].
- En mars 1983, la Faculté des Sciences de l’Université libre de Bruxelles rend un hommage à cette chercheuse en créant la « Fondation Lucia de Brouckère ». Elle a essentiellement pour but de contribuer d’une manière générale à la diffusion des sciences et d’encourager celle-ci par tous les moyens appropriés. Cette fondation a notamment organisé des cycles de conférences et a collaboré à la semaine des expositions préparée par les étudiants de la Faculté. Elle a aussi assuré la publication de chacune de ces conférences dans la collection Connaissance du Réel et pris en charge l’édition d’une brochure pédagogique qui accompagne les expositions des étudiants[11].
- En 2023, un des plus grands supercalculateurs destinés à la recherche de Belgique est nommé « Lucia » en son hommage[12].